# Totonero 1980
Totonero var en spelskandal med uppgjorda matcher i den italienska ligafotbollen (Serie A och B) som avslöjades 1980. AC Milan och Lazio flyttades ner till Serie B medan övriga inblandade lag fick poängavdrag och ett antal spelare stängdes av från spel. 
Totonero avslöjades 23 mars 1980 av italienska finanspolisen (Guardia di Finanza) och bland de inblandade klubbarna fanns Milan, SS Lazio, Perugia, Bologna, Avellino i Serie A och Taranto Sport och Palermo Serie B. Skandalen är ihågkommen även för landslagsanfallaren Paolo Rossis inblandning. Rossi stängdes av i två år, kom tillbaks 1982 och togs ut till VM 1982 där han blev VM:s skyttekung och världsmästare med Italien. 

## Klubbstraff
- Milan (Serie A); nedflyttat till B.[1]
- Lazio (Serie A); nedflyttat till Serie B (ursprungligen 10 miljoner i straff före överklagande).[1]
- Avellino (Serie A); -5 p. i Serie A 1980/1981.
- Bologna (Serie A); -5 p. i Serie A 1980/1981.
- Perugia (Serie A); -5 p. i Serie A 1980/1981.
- Palermo (Serie B); -5 p. i Serie B 1980/1981.
- Taranto (Serie B); -5 p. i Serie B 1980/1981.

## Weaving Company
- utvisas; Felice Colombo (ordförande Milan).
- 1 år; Tommaso Fabbretti (ordförande Bologna).

## Spelarstraff
- 6 år; Stefano Pellegrini (Avellino).
- 5 år; Massimo Cacciatori (Lazio), Mauro Della Martira (Perugia).
- 4 år; Enrico Albertosi (Milan).
- 3½ år; Bruno Giordano (Lazio), Guido Magherini (Taranto), Lionello Manfredonia (Lazio), Carlo Petrini, Giuseppe Savoldi (Bologna).
- 3 år; Luciano Zecchini (Perugia), Lionello Massimelli (Taranto), Giuseppe Wilson (Lazio).
- 2 år; Paolo Rossi (Perugia).
- 1 år och 2 månader; Franco Cordova (Avellino).
- 1 år; Claudio Merlo (Lecce).
- 10 månader; Giorgio Morini (Milan).
- 6 månader; Stefano Chiodi (Milan).
- 5 månader; Piergiorgio Negrisolo (Pescara).
- 4 månader; Maurizio Montesi (Lazio).
- 3 månader; Franco Colomba (Bologna), Oscar Damiani (Napoli).

### Fotnoter
1. 1 2  Italian FA under emergency rule, BBC Sport, 16 maj 2006.